# Michális Attalídis
Michális Attalídis (grec moderne : Μιχάλης Ατταλίδης, né le 15 novembre 1941 à Leonarisso, est un homme politique, diplomate et universitaire chypriote.

## Biographie
Michális Attalídis a été étudiant de l'université de Princeton aux États-Unis (MA 1965, Ph.D. 1975) et de la London School of Economics (B.Sc. Econ. 1963).
Il a été ambassadeur de Chypre en France de 1991 à 1995, puis délégué permanent (CE), chef de la mission de la république de Chypre auprès des Communautés européennes (CECA, CEEA) de 1995 à 1998.
Il a été jusqu'en 2004 l'un des 105 membres de la Convention sur l'avenir de l'Europe chargée de rédiger le Traité établissant une Constitution pour l'Europe, représentant le gouvernement chypriote.
Il a aussi été ministre des Affaires étrangères de Chypre (2000-2001), haut-commissaire (c'est-à-dire ambassadeur) auprès du Royaume-Uni (1998-2000), ambassadeur en Belgique et au Luxembourg (1995-1998). C'est l'actuel recteur de l'université de Nicosie.

## Publications
- Social Change and Urbanisation in Cyprus, Nicosie, The Social Research Centre, 1971
- Cyprus: Nationalism and International Politics, New York, St Martins Press, 1980